# موزیکال‌های گل رز ورسایلس

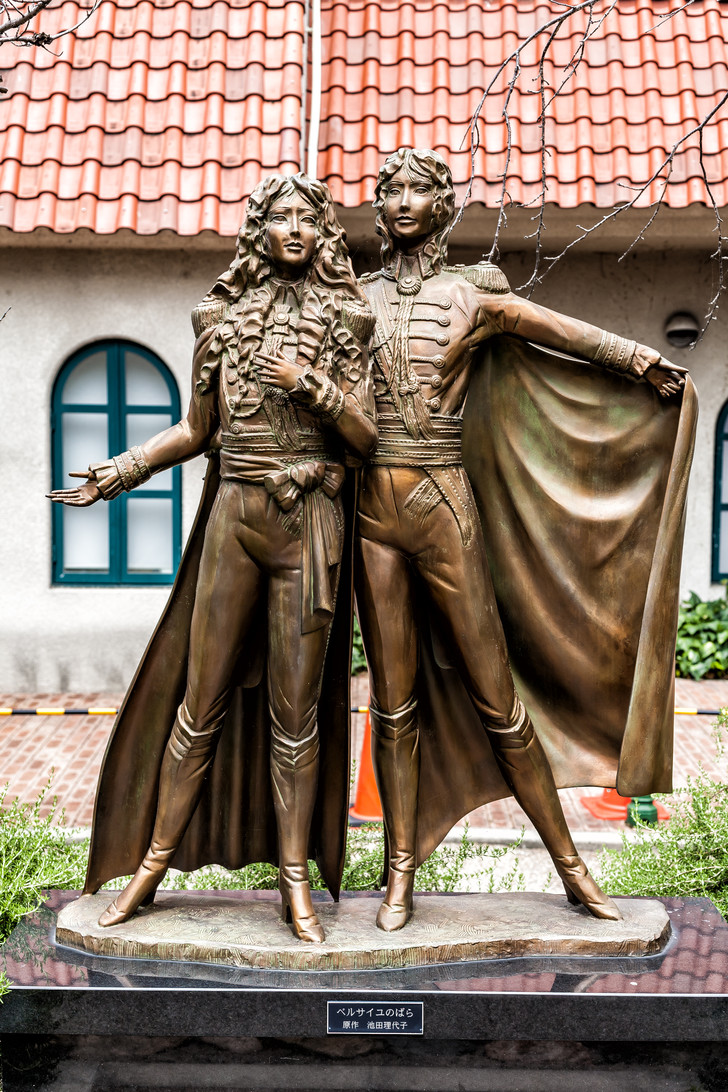
تندیس اسکار و آندره در تاکارازوکا، هیوگو.

گل رز ورسایلس، مجموعه مانگا درام تاریخی ژاپنی، توسط شینجی اوئه‌دا برای تاکارازوکا ریویو به‌صورت نمایش درآورده شده است. نقش این نمایش در تاریخ تاکارازوکا قابل توجه است چون سیستم «تاپ استار» را ایجاد کرد که تا به امروز باقی‌مانده است. گل رز ورسایلس همچنین باعث افزایش محبوبیت این نمایشنامه شد که معمولاً به نام «به‌روبارا بوم» (ベルバラブーム Berubara Buumu) شناخته می‌شود. موزیکال‌ها به رابطهٔ اسکار و آندره یا رابطهٔ فرسن و ماریا پرداخته‌اند. شینجی اوئه‌دا، تهیه‌کننده تاکارازوکا، از از ریوکو ایکه‌دا خواست که سکانس‌های جدیدی برای این موزیکال و با تمرکز بر شخصیت‌های فرعی بنویسد. در سال‌های ۲۰۰۸ و ۲۰۰۹، چهار موزیکال جدید بر‌اساس شخصیت‌های فرعی گیرودل، آلن و برنارد و همچنین آندره روی صحنه رفت.

## برای مطالعهٔ بیشتر
- Rose Of Versailles Revival
- Robertson, Jennifer Ellen (1998). Takarazuka: Sexual Politics and Popular Culture in Modern Japan. Berkeley and Los Angeles, Calif.: University of California Press. p. 50. ISBN 0-520-21150-2. (hardcover); (paperback).